# Barrage de Geyik
Le barrage de Geyik est un barrage en Turquie. Le barrage d'Akgedik, plus récent, a été construit en aval sur le cours de la rivière Sarıçay. Ces deux barrages sont en amont de la ville de Milas.

## Sources
- (en) www.dsi.gov.tr/tricold/geyik.htm Site de l'agence gouvernementale turque des travaux hydrauliques